# Volga (Dakota du Sud)
Pour les articles homonymes, voir Volga (homonymie).
La ville américaine de Volga est située dans le comté de Brookings, dans l’État du Dakota du Sud.
Fondée en 1879, la ville est nommée par des dirigeants du North Western Railroad en référence au fleuve russe Volga.

## Démographie
Elle comptait 1 768 habitants lors du recensement de 2010. La municipalité s'étend sur 0,91 milles carrés (2,36 km2).
| 1880 | 1890 | 1900 | 1910 | 1920 | 1930 |
| ---- | ---- | ---- | ---- | ---- | ---- |
| 287  | 298  | 396  | 568  | 600  | 604  |

| 1940 | 1950 | 1960 | 1970 | 1980  | 1990  |
| ---- | ---- | ---- | ---- | ----- | ----- |
| 632  | 578  | 780  | 982  | 1 221 | 1 263 |

| 2000  | 2010  | - | - | - | - |
| ----- | ----- | - | - | - | - |
| 1 435 | 1 768 | - | - | - | - |